# Сандра Ле Поле
Сандра Ле Поле (нід. Sandra Le Poole, 20 жовтня 1959) — нідерландська хокеїстка на траві.
Олімпійська чемпіонка 1984 року.